# Austroamericium tepuiense
Austroamericium tepuiense är en sandelträdsväxtart som först beskrevs av Julian Alfred Steyermark, och fick sitt nu gällande namn av Radovan Hendrych. Austroamericium tepuiense ingår i släktet Austroamericium och familjen sandelträdsväxter. Inga underarter finns listade i Catalogue of Life.